# ألفريدو كوجيما
ألفريدو كوجيما (بالإنجليزية: Alfredo Kojima) (ولد في 25 فبراير 1976 في جرامودا، ريو غراندي دو سول، البرازيل. مبرمج برازيلي ياباني ومطور رئيسي لويندوز ميكر، ومدير النوافذ اكس11 منذ العام 1997, وماي إس كيو إل منذ العام 2006.

## سيرة
ولد كوجيما في جرامودا، ريو غراندي دو سول، البرازيل، وهو الابن البكر لوالدين يابانيين المولد.
بعد تخرجه وحصوله على درجة البكالوريوس في علوم الكمبيوتر من جامعة ريو غراندي دو سول الاتحادية، بدأ العمل في كونيكتيفا حيث كتب النسخة الأولى من مدير الحزم سينابتك، وبالتعاون مع ماتسوكا كلاوديو كتب واجهة الحالية لـ ابت ار بي ام سابقا. حيث ابت كان يتعامل مع تنسيق حزم دبيان ديب/ديبكج فقط.
اعتبارا من آذار / مارس، 2006، هو يعمل في ماي إس كيو إل، يعمل مؤخرا في شركة صن ميكروسيستمز، وشركة أوراكل كمطور واجهة المستخدم الرسومية حيث كتب لنظام لينكس وماك أو إس، إصدارات من برامج لإدارة ماي إس كيو إل، متصفح استعلام ماي إس كيو إل، وماي إس كيو إل وركبينش.
كوجيما يعيش في بوينس آيرس، الأرجنتين مع زوجته سونيا.